# Кијоши Томизава
Кијоши Томизава (јап. 富沢 清司; Шизуока, 3. децембар 1943) бивши је јапански фудбалер.

## Каријера
Током каријере је играо за Nippon Steel.

## Репрезентација
За репрезентацију Јапана дебитовао је 1965. године. Учествовао је и на олимпијским играма 1964. и олимпијским играма 1968. За тај тим је одиграо 9 утакмица и постигао 2 гола.

## Статистика
| Јапан  | Јапан   | Јапан  |
| Година | Наступи | Голови |
| ------ | ------- | ------ |
| 1965.  | 2       | 0      |
| 1966.  | 0       | 0      |
| 1967.  | 1       | 0      |
| 1968.  | 1       | 0      |
| 1969.  | 0       | 0      |
| 1970.  | 2       | 0      |
| 1971.  | 3       | 2      |
| Укупно | 9       | 2      |